# Harold Nicolson

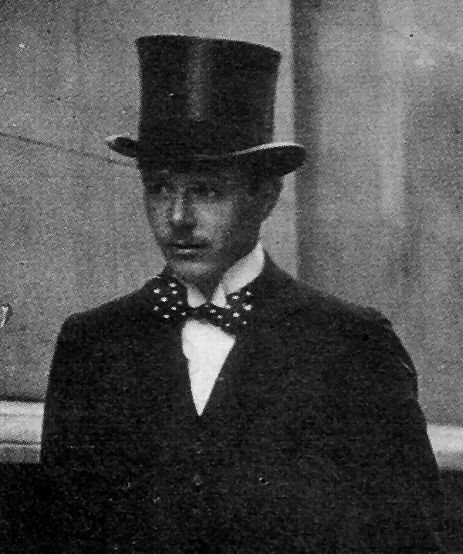
Harold Nicolson (1913)

Sir Harold George Nicolson KCVO CMG (* 21. November 1886 in Teheran, Iran; † 1. Mai 1968  auf Sissinghurst Castle in Kent) war ein britischer Diplomat, Autor und Politiker.

## Leben
Er war der jüngere Sohn des Diplomaten Arthur Nicolson. Nach der Privatschule von Wellington besuchte er das Balliol College in Oxford. 1909 trat er in den diplomatischen Dienst ein, wo er verschiedene Posten innehatte und was ihm 1919 die Teilnahme an der Pariser Friedenskonferenz ermöglichte.

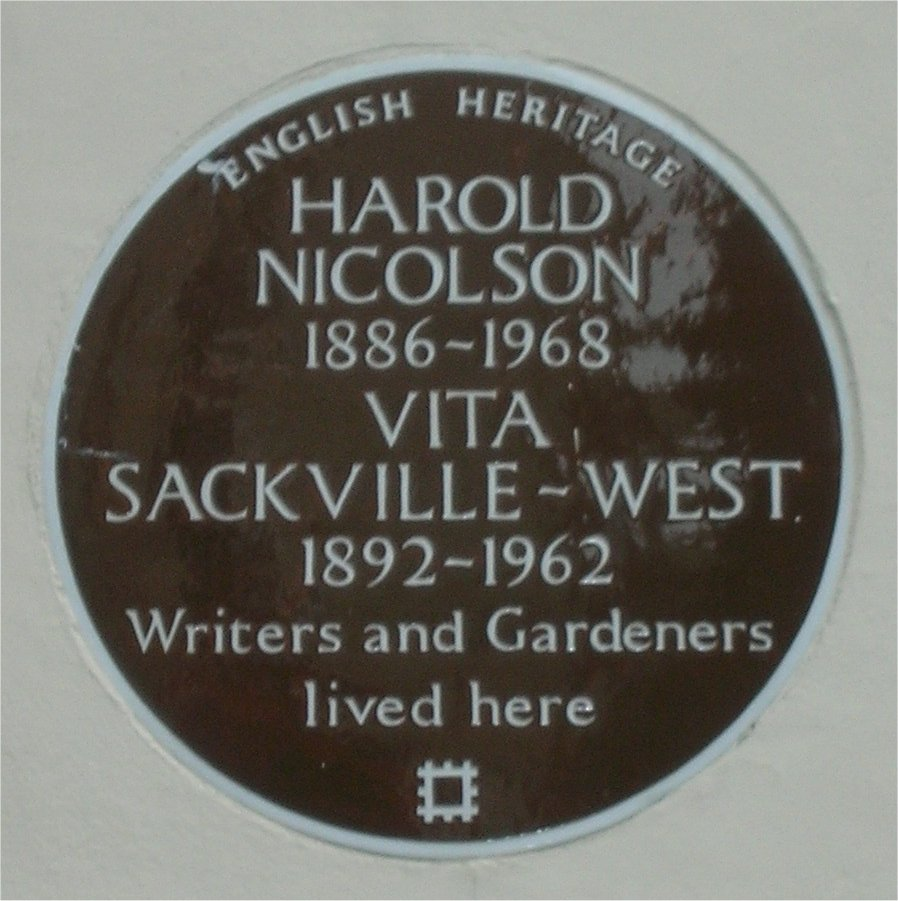
Blue Plaque am Wohnhaus in der Ebury Street, Belgravia, (London)

Im Jahr 1913 heiratete er die Schriftstellerin Vita Sackville-West, mit der er die zwei Söhne Benedict und Nigel hatte. Sie unterstützte ihn in seinen literarischen Ambitionen.
Als dem jüngsten Angestellten im Foreign Office fiel die Aufgabe an ihn, dem deutschen Botschafter Karl Max von Lichnowsky die britische Kriegserklärung am 4. August 1914 zu überreichen.
1921 veröffentlichte er eine Biographie des französischen Dichters Paul Verlaine und später Studien über Alfred Tennyson, Byron, Swinburne und Sainte-Beuve. 1925 wurde er zur Botschaft in Teheran geschickt, wo er bis Mitte 1927 blieb, bis er nach London zurückgerufen wurde. 1928 wurde er Charge d’Affaires in Berlin. 1929 verließ er jedoch den diplomatischen Dienst. Anfang der 1930er Jahre verfasste er ein Triptychon über verschiedene Aspekte der britischen Diplomatie; im ersten Teil („die alte Diplomatie)“ beschäftigte er sich mit dem Wirken seines Vaters im Foreign Office und der Zunahme der Spannungen zwischen den Großmächten am Vorabend des Ersten Weltkrieges. Im zweiten Teil schilderte er 1933 die Pariser Konferenz mit dem Titel „Peacemaking, 1919“. Im letzten Teil beschäftigte er sich 1934 in seiner Veröffentlichung Curzon: The Last Phase, 1919–1925: A Study in Post-War Diplomacy dann mit der britischen Nachkriegsdiplomatie, für die der langjährige Außenminister Lord Curzon verantwortlich zeichnete. Große Bekanntheit erlangten später auch seine Tagebücher.

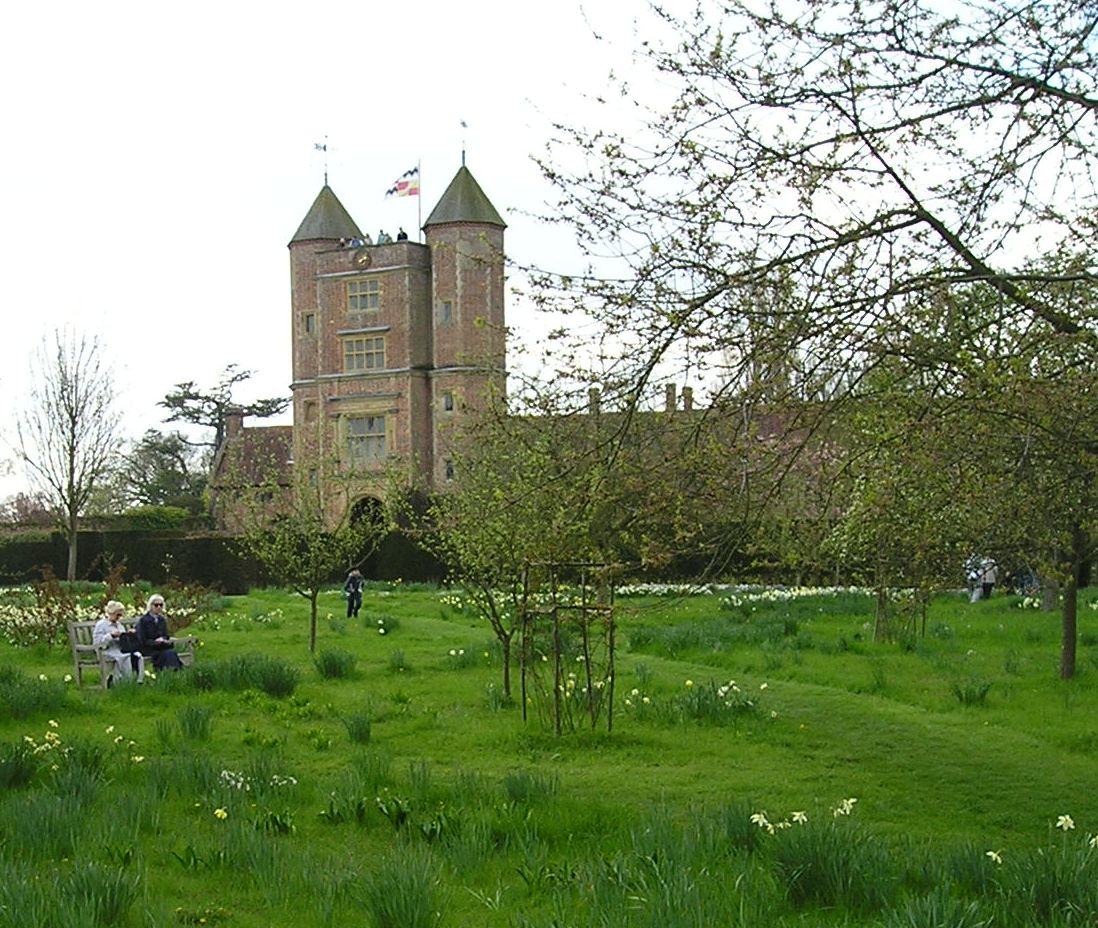
Sissinghurst Castle

1930 erwarben er und seine Frau Vita Sissinghurst Castle, wo sie die heute berühmten Gärten anlegten.
1931 schloss Harold Nicolson sich Sir Oswald Mosley und dessen neu gegründeter New Party an, für die er die Parteizeitung (Action)  herausgab. Bei den Unterhauswahlen von 1931 kandidierte er erfolglos. Nachdem Mosley die British Union of Fascists 1932 gegründet hatte, distanzierte Nicolson sich von ihm.
1935 zog Nicolson als Abgeordneter der National Labour Party in das Unterhaus ein. Er wurde Parlamentarischer Privatsekretär des Informationsministers in der 1940er Kriegsregierung Winstons Churchills. 1945 verlor er seinen Sitz bei den Unterhauswahlen und unterlag auch 1948 in einer Nachwahl.
1953 wurde er zum Knight Commander des Royal Victorian Order geschlagen. 1958 wurde er als auswärtiges Ehrenmitglied in die American Academy of Arts and Letters gewählt.

## Werke (Auswahl)
- Paul Verlaine (1921).
- Sweet Waters (1921) Roman
- Tennyson: Aspects of His Life, Character and Poetry (1923)
- Byron: The Last Journey (1924)
- Swinburne (1926)
- Some People (1926)
- Portrait of a Diplomatist: Being the Life of Sir Arthur Nicolson, First Lord Carnock, and a Study of the Origins of the Great War Houghton Mifflin (1930).
  - Die Verschwörung der Diplomaten. Aus Sir Arthur Nicolsons Leben 1849-1928. Frankfurter Societäts-Druckerei, Frankfurt am Main 1930.
- People and Things: Wireless Talks (1931)
- Hindenburg. In: Prager Tagblatt. Nr. 87. Prag 12. April 1932, S. 3 (Digitalisat).
- Public Faces (1932) Roman
  - Die Herren der Welt privat. Deutsch von Hermynia zur Mühlen, Frankfurter Societäts-Druckerei, Frankfurt am Main 1933.
- Peacemaking 1919 Constable (1933)
  - Friedensmacher 1919. Peacemaking 1919. Deutsch von Hans Reisiger, S. Fischer Verlag, Berlin 1933.
- Curzon: The Last Phase, 1919–1925: A Study in Post-War Diplomacy Constable (1934)
- Dwight Morrow (1935)
- Diplomacy: a Basic Guide to the Conduct of Contemporary Foreign Affairs (1939)
- Ist der Krieg unvermeidlich? Ins Dt. übertr. von Paul Baudisch, Bermann-Fischer Verlag, Stockholm 1939
- Why Britain is at War Penguin Books (1939)
- Friday Mornings 1941–1944 (1944)
- Another World Than This (1945) (Hrsg. mit Vita Sackville-West)
- The Congress of Vienna: A Study in Allied Unity: 1812–1822 (1946)
- Comments 1944–1948 (1948) – gesammelte Artikel aus dem Spectator
- King George V Constable (1952), 1954 bei C.H. Beck durch Herbert Thiele-Fredersdorf ins deutsche übersetzt
- The Evolution of Diplomacy (Chichele Lectures 1953; 1954)
- Good Behaviour, being a Study of Certain Types of Civility Constable (1955), 1958 bei C.H. Beck durch Herbert Thiele-Fredersdorf mit dem Titel Vom Mandarin zum Gentleman. Formen der Lebensart in drei Jahrtausenden ins deutsche übersetzt
- The English Sense of Humour and other Essays Constable (1956)
- The Age of Reason (1700-1789) Constable (1960; deutsch: Das Zeitalter der Vernunft 1961)